# Sue Jacobs
Sue Jacobs (1950 – 13 luglio 2012) è stata una giocatrice di softball e calciatrice neozelandese.

## Biografia
Nata nel 1950, ha praticato ad alto livello due sport: softball e calcio femminile. Ha inoltre praticato golf ma a livello amatoriale, e le è stato dedicato un torneo dopo la sua morte.

## Softball
Dal 1969 giocò nelle Metro Auckland, vincendo per 6 volte il campionato neozelandese.
Ha esordito in nazionale nel 1976.

## Calcio
Dal 1974 al 1977 giocò per le Metro Auckland nel massimo campionato di calcio neozelandese, venendo convocata anche in nazionale per la Coppa d'Asia 1975, senza tuttavia mai scendere in campo.